# Josef Holeček (Kanute)
Josef Holeček (* 25. Januar 1921 in Říčany; † 20. Februar 2005 in Prag) war ein tschechoslowakischer Kanute und Olympiasieger.
Bei den Olympischen Spielen 1948 in London gewannen Athleten aus der Tschechoslowakei in den vier Wettbewerben im Canadier drei Goldmedaillen und eine Silbermedaille. Josef Holeček war der dominierende Athlet im Einer-Canadier über 1000 Meter, er gewann seine Goldmedaille mit elf Sekunden Vorsprung auf den kanadischen Athleten Douglas Bennett, der seinerseits zwei Sekunden Vorsprung auf den Franzosen Robert Boutigny hatte.
Zwei Jahre später gewann Holeček bei der ersten Nachkriegsweltmeisterschaft den Titel über 1000 Meter vor Robert Boutigny und dem Schweden Bengt Backlund. Über 10.000 Meter siegte Boutigny vor Holeček und Backlund.
Bei den Olympischen Spielen 1952 in Helsinki stellte die Tschechoslowakei erneut die erfolgreichste Mannschaft bei den Canadiern mit je einer Gold-, Silber- und Bronzemedaille. Die einzige Goldmedaille gewann Josef Holeček, der diesmal mit über sieben Sekunden Vorsprung auf den jungen Ungarn János Parti siegte.
Josef Holeček war der einzige Kanute, der zweimal über die gleiche Distanz Olympiasieger im Einer-Canadier war, bis Sebastian Brendel dies 2012 und 2016 ebenfalls schaffte.